# Mitsubishi Grandis
Le Grandis est une automobile du constructeur automobile japonais Mitsubishi Motors. 

## Première génération (2003-2011)
La première génération est sortie en mai 2003 au Japon, en 2004 en Europe et en juin 2005 en France pour succéder au Mitsubishi Space Wagon (modèle appelé Chariot Grandis au Japon) et au Mitsubishi Space Star. Une sortie différée due notamment à l'installation du diesel, indispensable pour répondre à la demande de la clientèle européenne, ce type de motorisation représentant 94% des ventes du segment en 2005. Au Japon, le Grandis n'a toujours été proposé qu'avec le moteur à essence.

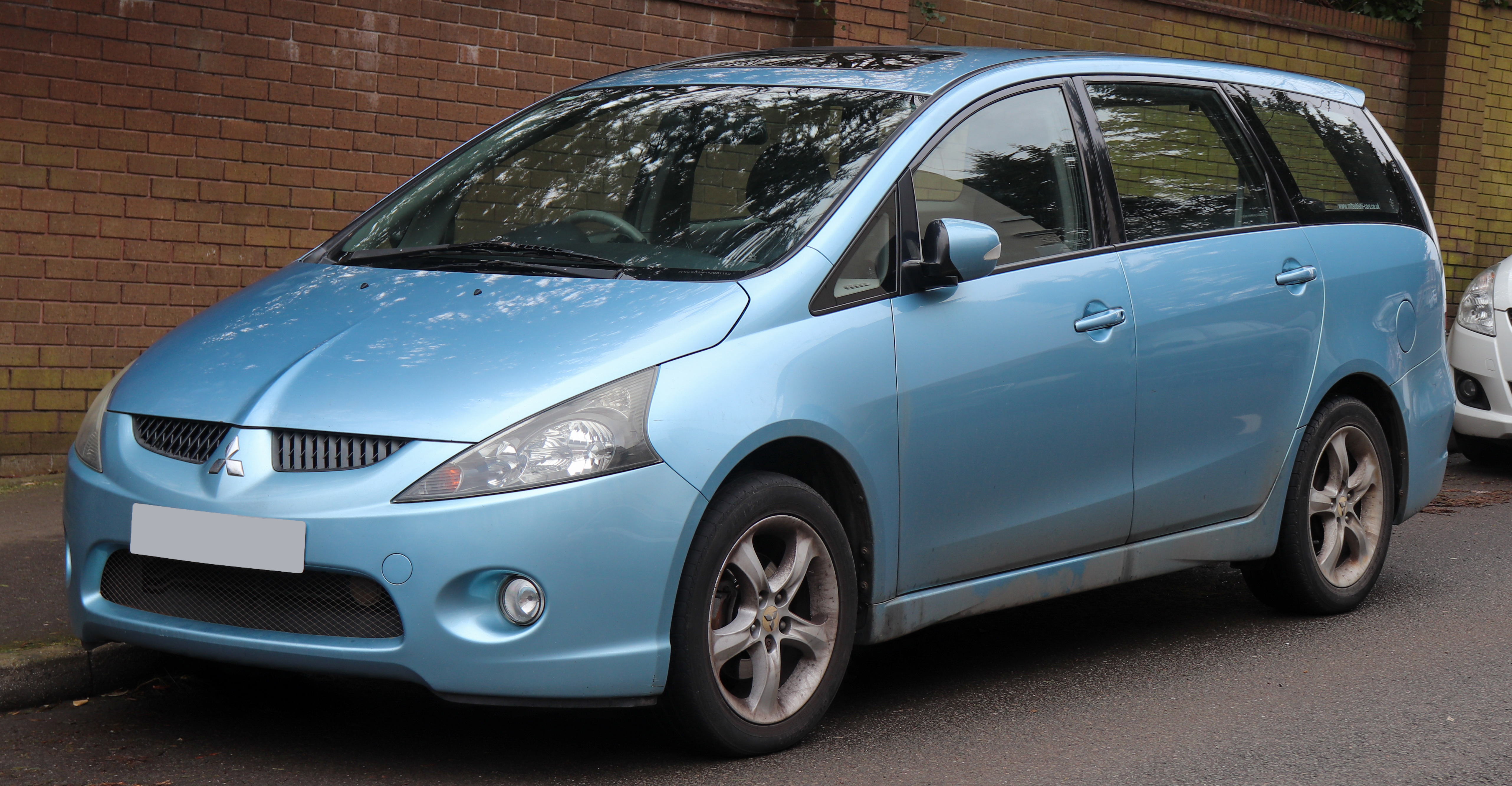
Mitsubishi Grandis

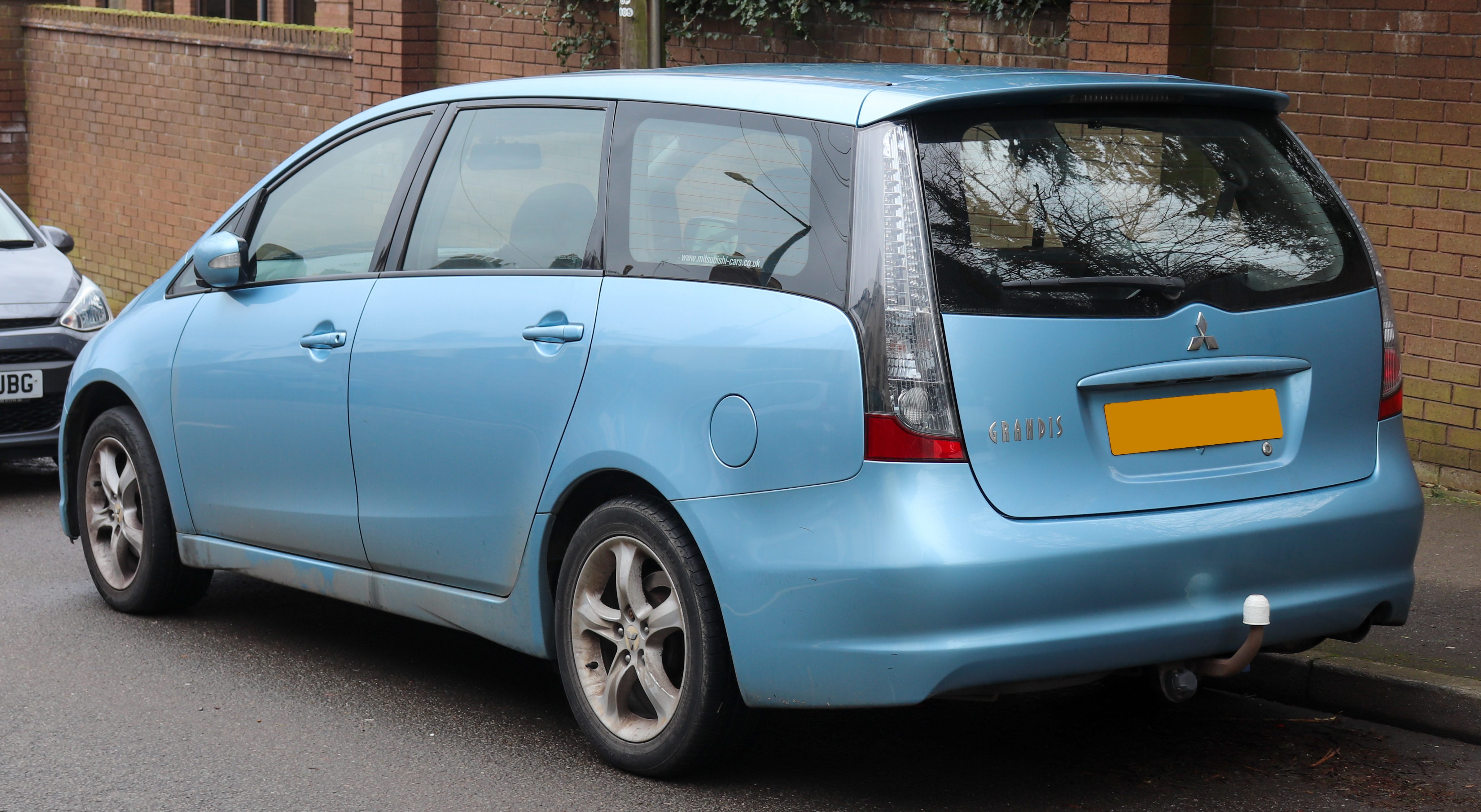
Mitsubishi Grandis

Ce modèle n'a pas été diffusé en Amérique du Nord.
En 2006, en Australie, le Grandis bénéficie d'une nouvelle version au style façon SUV appelée Grandis VR-X.
La commercialisation a cessé en Europe et au Japon dès 2009 en raison d'un niveau de ventes très bas. Au Japon, les ventes se sont effondrées très rapidement.

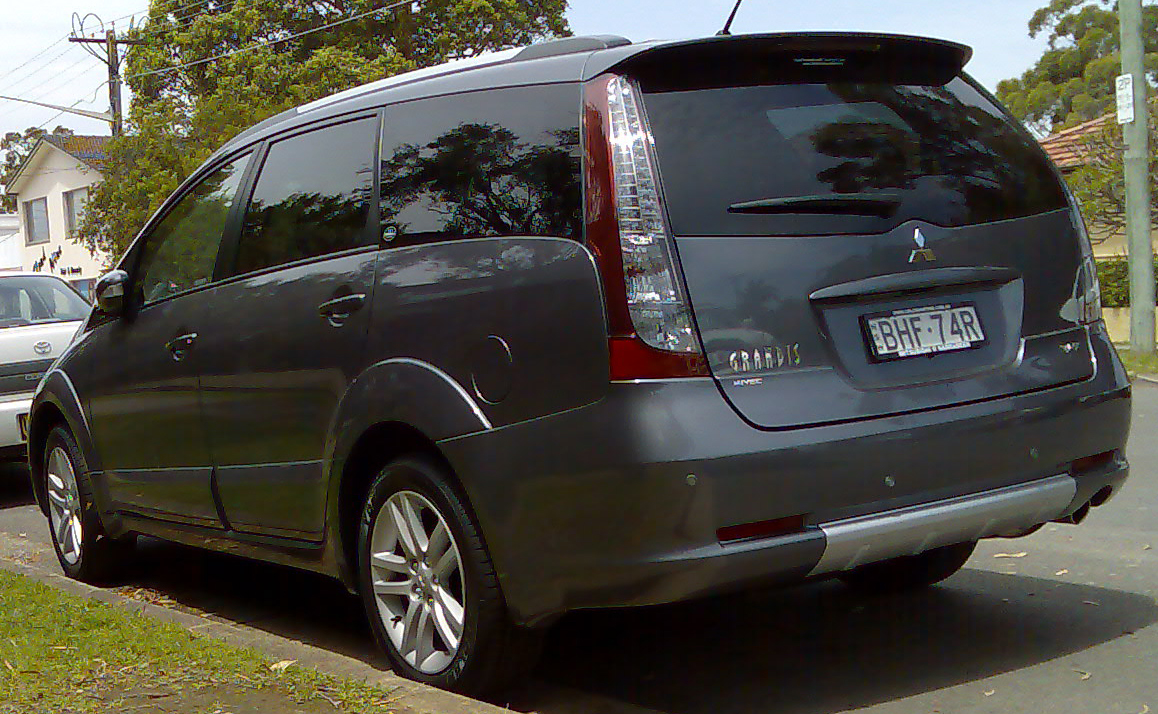
Mitsubishi Grandis VR-X

Le Grandis demeure toutefois jusqu'en 2011 au catalogue Mitsubishi sur quelques marchés dans le monde : Australie, Indonésie, Viêt Nam et Thaïlande. Dans ce dernier pays, il a conservé une ancienne appellation Space Wagon.
| Année | Japon  | France |
| ----- | ------ | ------ |
| 2003  | 19 423 | —      |
| 2004  | 8 810  | —      |
| 2005  | 4 832  | 383    |
| 2006  | 2 575  | 391    |
| 2007  | 872    | 287    |
| 2008  | 364    | 76     |
| 2009  | 64     | 73     |
| 2010  | 1      | 15     |
| 2011  | 0      | 1      |

(Les ventes 2003 au Japon incluent quelques anciens Chariot Grandis et les ventes 2011 en France concernent les 8 premiers mois de l'année).

## Seconde génération (2025-)
En 2025, Mitsubishi Motors relance le Grandis comme dérivé du Renault Symbioz.